# Heinrichswil-Winistorf
Heinrichswil-Winistorf (toponimo tedesco) è stato un comune svizzero di 535 abitanti del Canton Soletta, nel distretto di Wasseramt. Istituito il 1º gennaio 1993 con la fusione dei comuni soppressi di Heinrichswil e Winistorf, il 1º gennaio 2013 è stato accorpato all'altro comune soppresso di Hersiwil per formare il nuovo comune di Drei Höfe.